# 나리타 후미오
나리타 후미오(일본어: 成田 文男, 1946년 10월 2일 ~ 2011년 4월 21일)는 일본의 전 프로 야구 선수이다.

## 인물

### 선수 시절
도쿄도 아다치구에서 태어나 어린 시절에는 아키타현에서 자랐다. 슈토쿠 고등학교 재학 시절인 1964년 하계 전국 고등학교 야구 선수권 도쿄 대회 결승전에서 오야 아키히코가 소속된 와세다 실업고등학교를 눌렀고 제46회 전국 고등학교 야구 선수권 대회에 출전하기도 했다. 슈토쿠 고등학교를 춘계와 하계 대회를 통해 처음으로 고시엔 대회 출전을 이끄는 역할을 했다.
1965년 도쿄 오리온스에 입단하여 빠른 공과 날카로운 슬라이더를 무기 삼아 입단 2년차인 1966년부터 팀의 주력 투수로서 맹활약을 하였다. 1968년부터 1970년까지 3년 연속 20승을 달성했고(이들 중 69년 22선발승, 70년 25선발승으로 20선발승을 기록) 1969년 8월 16일 한큐 브레이브스전에서 노히트 노런을 달성했다. 1970년에는 시즌 최다 기록인 25승을 올리면서 다승왕 타이틀을 석권하였으며 같은 해 롯데(1969년에 ‘롯데 오리온스’라는 팀 이름을 변경)의 리그 우승에 큰 기여를 했음에도 평균자책점이 3점대라 정규시즌 MVP와 거리가 멀어 1959년 스기우라 다다시의 역대 퍼시픽리그 최다 선발승(24선발승) 경신이 무산됐으며 스기우라의 기록은 2013년 다나카 마사히로에 의해  타이가 됐다.
1971년 2월 23일부터 팀의 미국 애리조나 스프링 캠프에 참가해 시범 경기에서는 샌프란시스코 자이언츠와 상대하여 연장 10회에 1실점으로 호투하는 모습을 보여주었다. 나리타의 피칭은 당시 메이저 리그를 대표하는 타자인 윌리 메이스나 윌리 맥코비를 놀라게 만드는 등 메이저 리그 구단으로부터 입단 권유를 받기도 했다.
1973년에는 시즌 21승(20선발승)을 기록하여 통산 두 번째의 다승왕 타이틀을 차지했고 그 외에도 최다 탈삼진, 베스트 나인 등의 타이틀도 연달아 획득했다. 나리타는 가네다 마사이치 감독의 지휘 하에서 이듬해 1974년에는 팀의 일본 시리즈 우승 달성에 기여했고 기타루 마사아키, 가네다 도메히로, 무라타 조지와 함께 일명 ‘투수 4인방’을 형성했는데 가네다 감독은 빠른 공을 주체로 정면 승부하는 기타루나 무라타와 같은 투수가 마음에 들어 특유의 두뇌파로 스마트한 투구 스타일을 가진 나리타는 언제나 꾸중을 들었다고 한다. 가네다 감독은 현역 시절에 400경기 등판을 기념하는 경기에서도 4와 2/3이닝을 던져 교체를 명령받았다고 한다.
1980년에는 닛폰햄 파이터스에 이적했고 이듬해 1981년에는 팀이 리그 우승을 달성하여 다채로운 변화구를 능숙하게 다루는 등 구원 투수로서 팀 승리에 기여했다. 1982년에는 17년 간의 현역 생활을 은퇴했다.

### 그 후
은퇴 후에는 사이타마현에서 스포츠 용품점을 운영했지만 이후에는 건설회사에 취직하여 홍보과장을 맡았다. 1990년대에는 취미인 골프에만 몰두해 하네다 공항 주변에 있는 골프연습장에서 보조원으로 근무하고 있었지만 2000년경에 기후현으로 이사하여 야마가타시에서 찻집을 경영하였고 그 외에도 소년 야구팀에서 코치를 맡아 야구 보급 활동에 전념했다.
그러나 2011년 4월 21일 간부전으로 기후시의 한 병원에서 향년 64세의 나이로 사망했다.

## 플레이 스타일
- 나리타는 이토 도모히토, 선동열과 함께 가장 날카로운 슬라이더를 던진 투수로도 알려져 있다. 나리타의 슬라이더는 구속이 매우 빠른 고속 슬라이더였다(지금으로 말하는 컷 패스트볼의 일종이라고 하는 이야기도 있다).
- 나리타가 20승을 올렸던 1968년에 개최된 일미야구 대회 당시 일본을 방문한 세인트루이스 카디널스의 신인 좌완 투수 스티브 칼턴은 상대한 나리타의 슬라이더에 충격을 받아 이것을 습득하였고 후에 메이저 리그를 대표하는 간판 투수로 성장해 사이 영 상 등 수많은 타이틀을 차지하면서 명예의 전당에도 헌액되었다. 빠른 공과 같은 스피드로 날카롭게 변화하는 본래의 슬라이더보다도 곡선이 크고 커브보다는 변화가 작아 구속이 있던 칼튼 특유의 슬라이더는 ‘메이드 인 재팬’이라고도 불렸다.
- 슬라이더를 무기로 활약했던 세이부 라이온스의 에이스 히가시오 오사무는 기타루와 나리타의 슬라이더를 본보기로 삼았다고 말했다. 히가시오의 말에 의하면 나리타의 슬라이더는 하반신을 교묘하게 사용한 것으로 다소 질퍽거린 마운드에서 던질 때에 참고했다고 한다.
- 타격이 좋은 투수로서도 알려지면서 만루 홈런 2개와 3경기 연속을 포함하는 통산 15개의 홈런을 때려내기도 했다.

## 에피소드
비토 다케시와 함께 아다치 구립 제4중학교 출신이며 다케시가 야구부에 소속되어 있었을 당시에 나리타가 팀의 주전 투수로 활약하였다. 그 때문인지 다케시가 사회를 맡았던 프로그램인 《비토 다케시의 스포츠 대장》(TV 아사히 계열)에 출연한 적도 있다.

## 상세 정보

### 출신 학교
- 슈토쿠 고등학교

### 선수 경력
- 도쿄 오리온스·롯데 오리온스(1965년 ~ 1979년)
- 닛폰햄 파이터스(1980년 ~ 1982년)

### 수상·타이틀 경력

#### 타이틀
- 다승왕 : 2회(1970년, 1973년)
- 최다 탈삼진(당시는 타이틀이 아님) : 1회(1973년) ※퍼시픽 리그에서는 1989년부터 타이틀로 제정됨.

#### 수상
- 베스트 나인 : 1회(1973년)
- 다이아몬드 글러브상 : 1회(1973년)

### 개인 기록

#### 첫 기록
- 첫 승리 : 1966년 5월 3일, 대 오사카 긴테쓰 버펄로스 4차전(도쿄 스타디움)

#### 기록 달성 경력
- 통산 100승 : 1971년 9월 19일, 대 한큐 브레이브스 23차전(한큐 니시노미야 구장)
- 통산 100선발승 : 1972년 6월 15일, 대 난카이 호크스 9차전(도쿄 스타디움)
- 통산 150승 : 1975년 8월 1일, 대 한큐 브레이브스 후기 3차전(가와사키 구장)
- 통산 150선발승 : 1976년 7월 10일, 대 일본햄 파이터스 후기 1차전(미야기 구장)

#### 기타
- 노히트 노런 : 1회(1969년 8월 16일, 대 한큐 브레이브스 전, 한큐 니시노미야 구장) ※역대 41번째
- 올스타전 출장 : 8회(1966년 ~ 1973년)

### 등번호
- 46(1965년 ~ 1971년)
- 18(1972년 ~ 1979년)
- 13(1980년 ~ 1982년)

### 연도별 투수 성적
| 연 도       | 소 속       | 등 판 | 선 발 | 완 투 | 완 봉 | 무 4 구 | 승 리 | 패 전 | 세 이 브 | 홀 드 | 승 률 | 타 자 | 이 닝  | 피 안 타 | 피 홈 런 | 볼 넷 | 고 4 | 몸 맞 | 탈 삼 진 | 폭 투 | 보 크 | 실 점 | 자 책 점 | 평 자 책 | W H I P |
| ----------- | ----------- | ----- | ----- | ----- | ----- | ------- | ----- | ----- | -------- | ----- | ----- | ----- | ------ | -------- | -------- | ----- | ---- | ----- | -------- | ----- | ----- | ----- | -------- | -------- | ------- |
| 1965년      | 도쿄· 롯데  | 1     | 0     | 0     | 0     | 0       | 0     | 0     | --       | --    | ----  | 11    | 2.0    | 4        | 0        | 0     | 0    | 1     | 2        | 0     | 0     | 2     | 2        | 9.00     | 2.00    |
| 1966년      | 도쿄· 롯데  | 45    | 18    | 5     | 1     | 0       | 8     | 7     | --       | --    | .533  | 688   | 172.2  | 144      | 23       | 36    | 2    | 5     | 101      | 0     | 0     | 68    | 61       | 3.18     | 1.04    |
| 1967년      | 도쿄· 롯데  | 55    | 35    | 10    | 3     | 5       | 14    | 16    | --       | --    | .467  | 1072  | 272.2  | 208      | 23       | 52    | 6    | 2     | 179      | 5     | 0     | 82    | 64       | 2.11     | 0.95    |
| 1968년      | 도쿄· 롯데  | 49    | 38    | 19    | 2     | 2       | 20    | 11    | --       | --    | .645  | 1235  | 306.2  | 238      | 33       | 88    | 13   | 7     | 187      | 0     | 0     | 112   | 99       | 2.91     | 1.06    |
| 1969년      | 도쿄· 롯데  | 48    | 43    | 21    | 9     | 4       | 22    | 13    | --       | --    | .629  | 1276  | 317.0  | 276      | 29       | 70    | 5    | 9     | 185      | 2     | 0     | 115   | 96       | 2.73     | 1.09    |
| 1970년      | 도쿄· 롯데  | 38    | 36    | 21    | 3     | 2       | 25    | 8     | --       | --    | .758  | 1107  | 277.2  | 217      | 36       | 66    | 5    | 9     | 195      | 1     | 0     | 102   | 99       | 3.21     | 1.02    |
| 1971년      | 도쿄· 롯데  | 35    | 23    | 7     | 2     | 1       | 11    | 9     | --       | --    | .550  | 783   | 189.0  | 169      | 34       | 62    | 5    | 4     | 121      | 2     | 0     | 93    | 90       | 4.29     | 1.22    |
| 1972년      | 도쿄· 롯데  | 41    | 33    | 13    | 2     | 2       | 11    | 14    | --       | --    | .440  | 967   | 233.2  | 229      | 37       | 55    | 2    | 9     | 122      | 2     | 0     | 121   | 115      | 4.43     | 1.22    |
| 1973년      | 도쿄· 롯데  | 52    | 32    | 16    | 7     | 3       | 21    | 10    | --       | --    | .677  | 1097  | 273.2  | 203      | 27       | 89    | 7    | 10    | 178      | 2     | 4     | 89    | 80       | 2.63     | 1.07    |
| 1974년      | 도쿄· 롯데  | 37    | 24    | 7     | 0     | 0       | 9     | 10    | 3        | --    | .474  | 723   | 178.0  | 139      | 21       | 58    | 3    | 5     | 96       | 5     | 0     | 75    | 65       | 3.29     | 1.11    |
| 1975년      | 도쿄· 롯데  | 31    | 29    | 11    | 2     | 2       | 15    | 9     | 0        | --    | .625  | 836   | 203.0  | 186      | 28       | 53    | 1    | 6     | 107      | 2     | 0     | 83    | 75       | 3.33     | 1.18    |
| 1976년      | 도쿄· 롯데  | 35    | 26    | 4     | 1     | 2       | 10    | 10    | 1        | --    | .500  | 693   | 165.2  | 164      | 17       | 39    | 4    | 6     | 98       | 5     | 0     | 78    | 63       | 3.42     | 1.23    |
| 1977년      | 도쿄· 롯데  | 15    | 4     | 0     | 0     | 0       | 1     | 2     | 1        | --    | .333  | 194   | 43.0   | 47       | 5        | 19    | 1    | 2     | 21       | 1     | 0     | 27    | 26       | 5.44     | 1.53    |
| 1978년      | 도쿄· 롯데  | 9     | 5     | 1     | 0     | 0       | 2     | 2     | 0        | --    | .500  | 157   | 35.0   | 40       | 3        | 10    | 0    | 4     | 18       | 0     | 0     | 16    | 16       | 4.11     | 1.43    |
| 1980년      | 닛폰햄      | 27    | 1     | 0     | 0     | 0       | 2     | 4     | 3        | --    | .333  | 230   | 58.1   | 43       | 6        | 11    | 1    | 3     | 31       | 2     | 0     | 18    | 16       | 2.47     | 0.92    |
| 1981년      | 닛폰햄      | 14    | 7     | 0     | 0     | 0       | 4     | 4     | 0        | --    | .500  | 207   | 50.2   | 49       | 4        | 16    | 1    | 1     | 16       | 0     | 0     | 18    | 14       | 2.49     | 1.28    |
| 1982년      | 닛폰햄      | 2     | 0     | 0     | 0     | 0       | 0     | 0     | 0        | --    | ----  | 17    | 2.1    | 10       | 2        | 1     | 0    | 0     | 0        | 0     | 0     | 0     | 8        | 30.86    | 4.71    |
| 통산 : 17년 | 통산 : 17년 | 534   | 354   | 135   | 32    | 23      | 175   | 129   | 8        | --    | .576  | 11293 | 2781.0 | 2366     | 328      | 725   | 56   | 83    | 1657     | 29    | 4     | 1107  | 989      | 3.20     | 1.11    |

- 굵은 글씨는 시즌 최고 성적.
- 도쿄(도쿄 오리온스)는 1969년에 롯데(롯데 오리온스)로 구단명을 변경.